# Venezillo quadrimaculatus
Venezillo quadrimaculatus är en kräftdjursart som först beskrevs av Gustav Budde-Lund 1909.  Venezillo quadrimaculatus ingår i släktet Venezillo och familjen Armadillidae. Inga underarter finns listade i Catalogue of Life.